# Полярная Звезда (Мордовия)
 Полярная Звезда  — упразднённый поселок в составе Куликовского сельского поселения Теньгушевского района Республики Мордовия. Исключен из учётных данных в 2024 году.

## География
Находится на расстоянии примерно 9 километров по прямой на запад-юго-запад от районного центра села Теньгушево.

## История
Основан в 1922 году переселенцами из села Широмасово как сельскохозяйственная коммуна.

## Население
| 2002 | 2010 |
| ---- | ---- |
| 6    | ↘2   |

Постоянное население составляло 6 человек (русские 67 %, мордва-эрзя 33 %) в 2002 году, 2 в 2010 году.